# Maghrebini in Svizzera
I maghrebini in Svizzera (in francese maghrébins en Suisse; in arabo المغاربيون في سويسرا‎?) sono originari nella stragrande maggioranza da Marocco, Tunisia e Algeria. L'immigrazione maghrebina nel Paese risale principalmente al periodo seguente agli 1980 e la comunità è concentrata prevalentemente nella Svizzera romanda.

## Storia
I primi contatti tra la Svizzera e il Maghreb risalgono al XIX secolo, quando gruppi di svizzeri cominciarono a stabilirsi in città come Algeri, Orano e Tunisi. Anche a Casablanca si costituì una cospicua comunità di svizzeri, che nel 1960 contava 1700 persone. A partire dalla seconda metà del XX secolo gruppi di nazionalisti algerini cominciarono a stabilirsi in Svizzera e a Losanna venne attivato un primo ufficio del Fronte di Liberazione Nazionale. Negli anni 1960 le autorità svizzere abolirono l'obbligo dei visti con i paesi del Maghreb e vennero assunti centinaia di agricoltori tunisini nel canton Vaud. Nello stesso periodo furono attivi in Svizzera numerosi oppositori politici originari dell'Algeria.
La presenza maghrebina in Svizzera conobbe un'espansione a partire dagli anni 1980; da allora l'immigrazione maghrebina fu costituita da tre componenti principali: studenti, rifugiati politici e migranti economici. A partire dagli anni 1990 accelerò in particolare il numero di arrivi dal Marocco.

## Caratteristiche

### Demografia
Nel 2010 risiedevano in Svizzera poco meno di 18000 persone di nazionalità esclusivamente marocchina, tunisina e algerina, costituenti all'incirca l'1% della popolazione straniera nel Paese. A questi si aggiungono poi oltre 12000 maghrebini con cittadinanza svizzera. Dal punto di vista prettamente demografico la componente marocchina presenta un gender ratio a dominanza femminile, mentre quella tunisina e algerina è a dominanza maschile. Dal punto di vista anagrafico dominano le fasce di età lavorativa.
La comunità è concentrata per la maggior parte nella Svizzera romanda, in particolare nel canton Ginevra e nel canton Vaud; questa particolare distribuzione ha ragioni linguistiche, dal momento che la lingua francese è fortemente radicata nel Maghreb per motivi storici legati al passato coloniale. Vi è comunque una presenza maghrebina non indifferente anche nella Svizzera tedesca, in particolare nel canton Zurigo e nel canton Berna.

### Religione
La comunità è per la stragrande maggioranza di fede musulmana sunnita malikita. Secondo il censimento della popolazione in Svizzera del 2000 i maghrebini rappresentavano il 3,4% dei musulmani svizzeri. I musulmani maghrebini in Svizzera si distinguono dai musulmani originari della Turchia e dei Balcani per l'approccio più individualista alla religione; i maghrebini sono infatti i più ligi tra i musulmani svizzeri nell'osservanza delle norme alimentari della dieta halal e del digiuno nel Ramadan, ma al contempo sono quelli che meno frequentano le moschee e la pratica religiosa collettiva. Il livello di osservanza religiosa tra i maghrebini svizzeri è abbastanza variegato e polarizzato, data la compresenza di persone ferventemente praticanti e religiose e di altre non religiose. I tunisini sono tendenzialmente considerati i più religiosi tra i maghrebini svizzeri. La pratica religiosa conta inoltre varie correnti, da quelle più tradizionaliste, fino a quelle più moderniste. L'identità religiosa rappresenta per la comunità l'appartenenza a una serie di valori culturali e la sua trasmissione è spesso radicata anche tra i non religiosi.
Una componente cospicua e importante dei marocchini in Svizzera è costituita da ebrei marocchini, giunti nel Paese perlopiù per motivi di formazione. Gli ebrei marocchini in Svizzera sono concentrati perlopiù a Ginevra e a Losanna. A Ginevra oltre 300 famiglie ebraiche marocchine sono riunite attorno a una sinagoga di rito sefardita e costituiscono una delle principali componenti della comunità ebraica ginevrina, insieme agli aschenaziti e agli ebrei siriani.

### Lingue
Il livello di trasmissione della lingua araba tra la comunità maghrebina in Svizzera è abbastanza stabile, ma è molto più radicato tra i più religiosi, in particolare tra i tunisini, che tendono ad avere una concezione sacra dell'arabo classico. Tendenzialmente l'insegnamento dell'arabo è gestito dalle moschee o dalle associazioni islamiche. Le autorità tunisine si sono inoltre impegnate nell'attivazione di corsi di arabo in varie città del paese, tra le quali Berna, Bienne, Friburgo, Ginevra, Losanna, Neuchâtel, Sciaffusa, San Gallo, Sion, Winterthur e Zurigo. Dato però anche l'elevato numero di matrimoni misti, la lingua francese rappresenta la principale lingua utilizzata anche in ambito familiare tra i membri della comunità.

### Status socioeconomico
Dal punto di vista formativo, circa un quarto dei maghrebini svizzeri possiede una qualifica terziaria (proporzione simile a quella dei cittadini svizzeri), mentre il 30% possiede una qualifica secondaria.